# أندرو تومسون (لاعب كرة قاعدة)
أندرو تومسون (بالإنجليزية: Andrew Thompson)‏ هو لاعب كرة قاعدة أمريكي، ولد في 9 نوفمبر 1845 في Seward, Illinois ‏ في الولايات المتحدة، وتوفي في 17 فبراير 1895 في بيكتونيكا في الولايات المتحدة.